# Kiichi Sumikawa

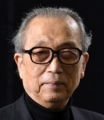
Kiichi Sumikawa

Kiichi Sumikawa (japanisch 澄川 喜一; geboren 2. Mai 1931 in Muikaichi, Präfektur Shimane; gestorben 9. April 2023) war ein japanischer Bildhauer.

## Leben und Wirken
Kiichi Sumikawa machte 1951 seinen Ausbildungsabschluss im Fach Maschinenbau an der „Iwakuni Kōgyō kōtōgakkō“ (岩国工業高等学校). 1958 beendete er eine Ausbildung als Bildhauer an der „Universität der Künste Tokio“.
1979 wurde sein Werk „Sori no aru katachi-1“ (そりのあるかたち-1) – „Schwertform mit Krümmungen 1“ mit dem 8. „Hirakushi Denchū-Preis“ (平櫛田中賞) ausgezeichnet. 1980 folgte der 11. „Nakahara Teijirō-Preis“ für „Sogi to sori no aru katachi“ (そぎとそりのあるかたち) – etwa „Schwertform mit Fläche und Krümmung“. 1981 wurde er Professor für Bildhauerei an seiner Alma Mater. 1988 wurde er für sein Werk „Saigi-mai no fu“ (鷺舞の譜) – etwa „Partitur des Reiher-Tanzes“, eine hoch Säule mit einem abstrakten Vogel auf der Grünfläche vor dem Sitz der Präfektur-Verwaltung Yamaguchi, mit dem 13. „Yoshida Isoya-Preis“ ausgezeichnet. 2003 erhielt er für sein „Schwertform mit Krümmungen 2002“ den Kaiserlichen Ehrenpreis (芸術院恩賜賞, Geijutsuin Onshi-shō) der Akademie der Künste.
1995 wurde Sumikawa Präsident seiner Alma Mater, 2004 wurde er Mitglied der Akademie der Künste. 2006 war er Design-Berater beim Bau des Tokyo Skytree. 2008 wurde er als Person mit besonderen kulturellen Verdiensten geehrt und 2020 mit dem Kulturorden ausgezeichnet. Die Universität der Künste Tokio verabschiedete Sukikawa als Meiyo Kyōju.
Sumikawas Skulpturen sind fast durchweg aus dünnen, bearbeiteten hellen Holzstäben hergestellt, stellen dabei fast immer abstrakte, ausbalancierte Gebilde dar.